# Víchovská Lhota
Víchovská Lhota je vesnice, část obce Víchová nad Jizerou v okrese Semily. Nachází se asi 1,5 kilometru severně od Víchové nad Jizerou.
Víchovská Lhota je také název katastrálního území o rozloze 2,5 km².

## Historie
První písemná zmínka o vesnici pochází z roku 1654.

## Pamětihodnosti
- Zvonice
- Venkovská usedlost čp. 26

## Rodáci
František Kaván (1866–1941), malíř krajinář, básník, překladatel

## Galerie

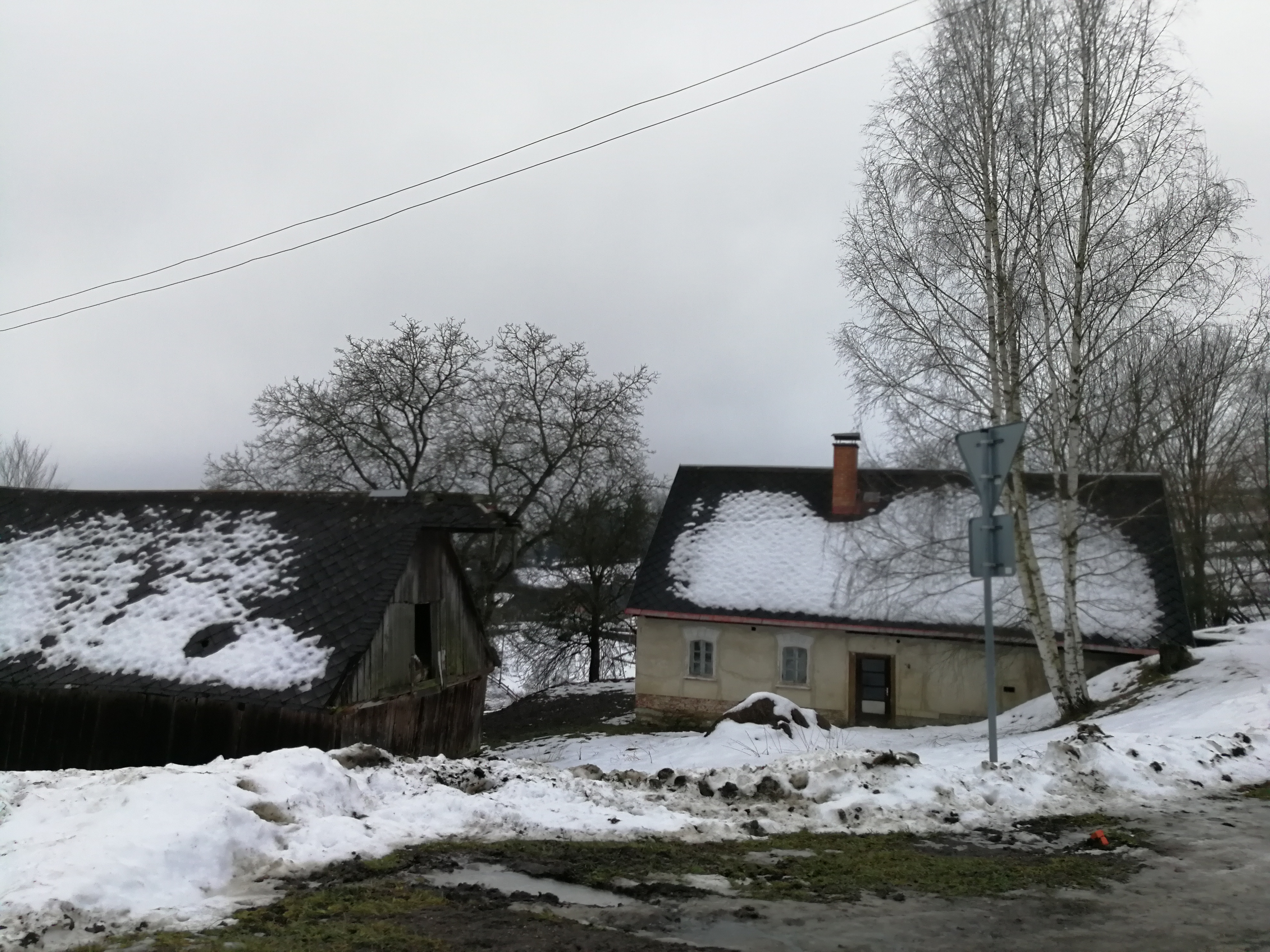
Chalupa
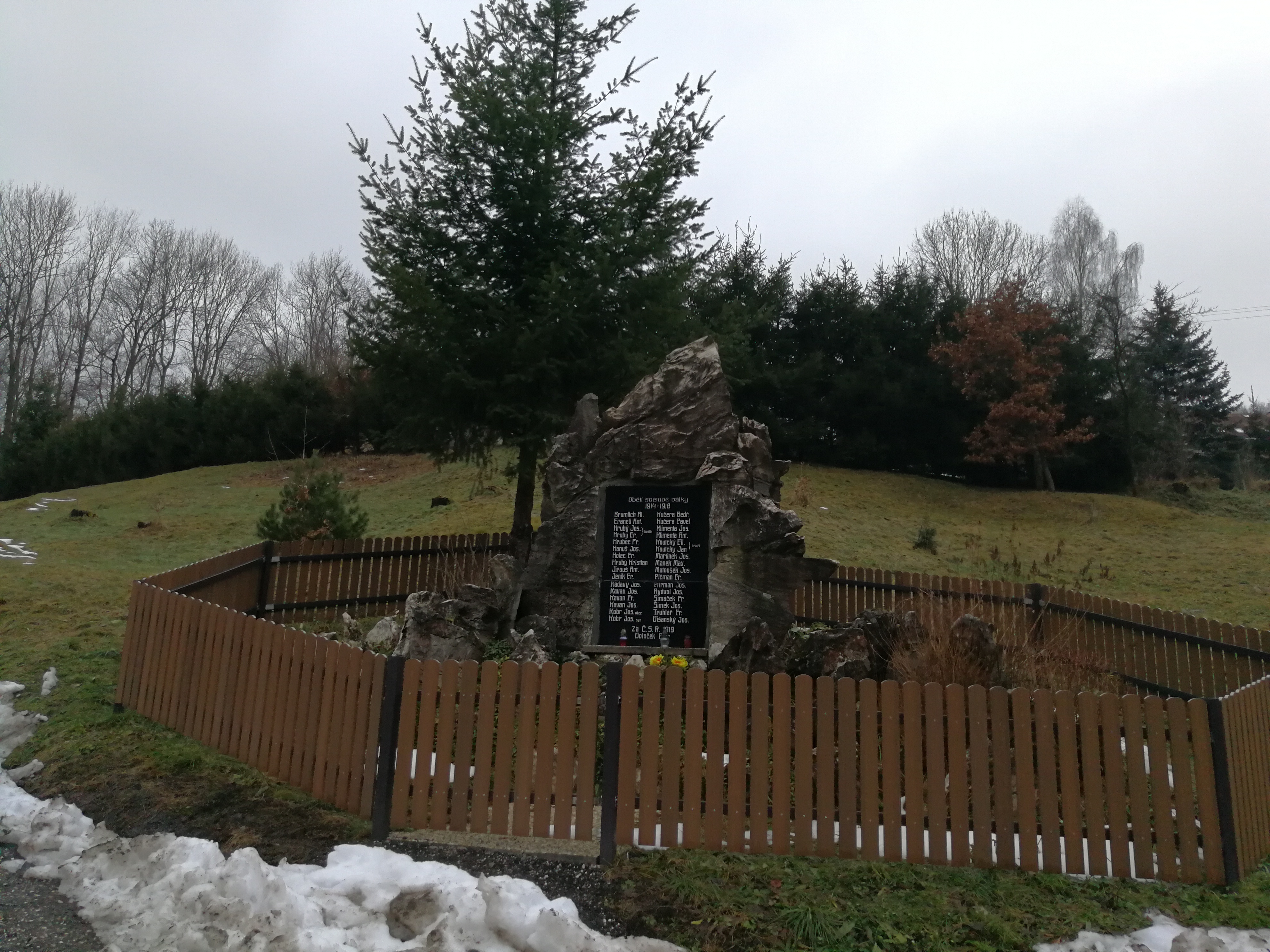
Pomník padlým v první světové válce
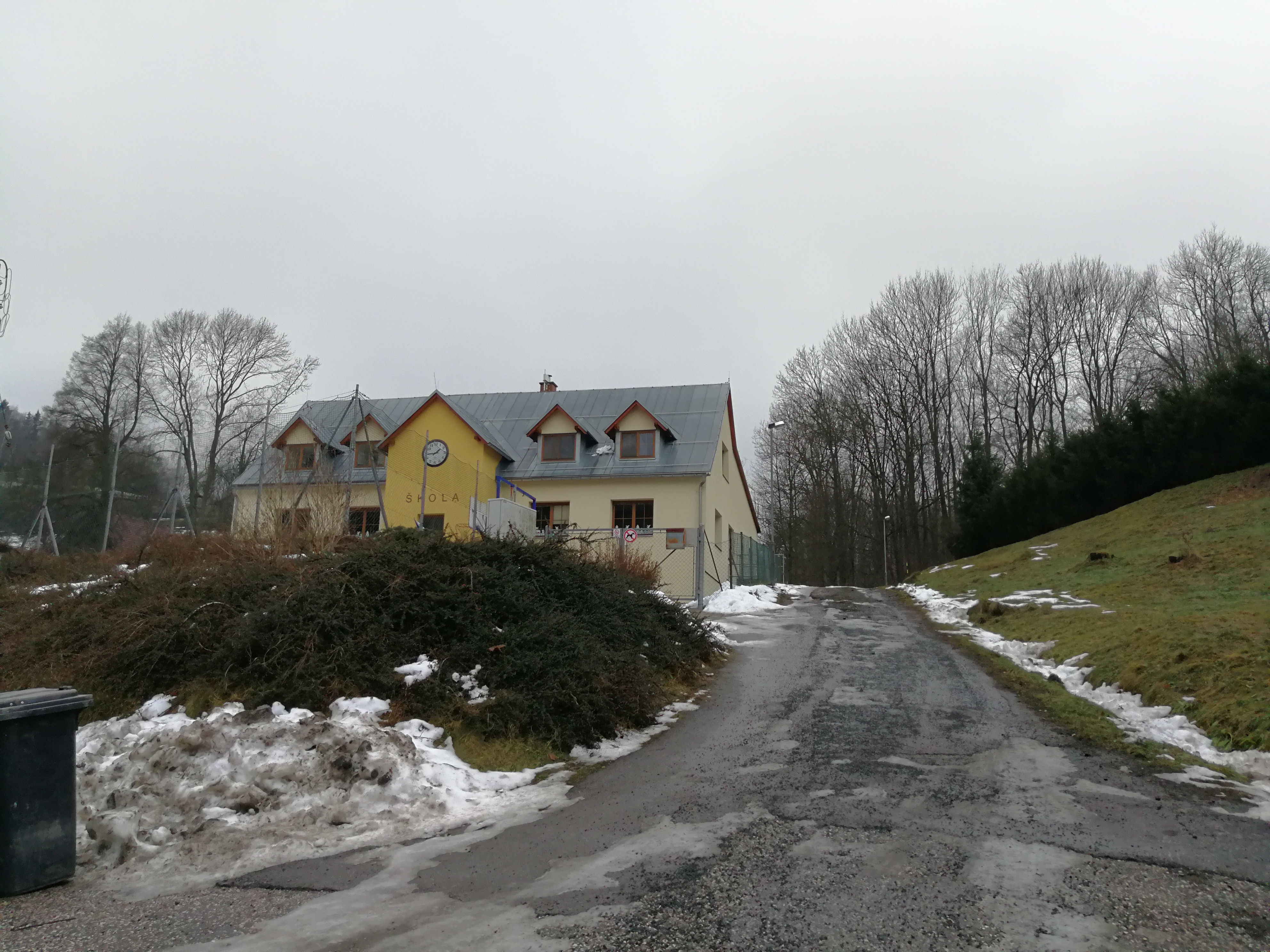
Základní škola